# Szentgotthárd
Szentgotthárd (Duits: Sankt Gotthard) is een plaats (város) en gemeente in het Hongaarse comitaat Vas, bij de Oostenrijkse grens. Het naastgelegen dorpje Heiligenkreuz ligt over de grens in Oostenrijk. Szentgotthárd telt 9047 inwoners (2007).
In Szentgotthárd staat een fabriek van Opel. Vanaf 1992 tot 2000 werden er Astra's en Vectra's gebouwd, na 2000 is de autoproductie gestaakt en is de fabriek zich gaan richten op de bouw van motoren.

## Historie
- Slag bij Szentgotthárd (1664)